# Gare de Lamadelaine
La gare de Lamadelaine  est une gare ferroviaire luxembourgeoise des courtes lignes : 6g, de Pétange à Rodange-Frontière (Aubange),6h, de Pétange à Rodange-frontière (Mont-Saint-Martin) et 6j, de Pétange à Rodange-frontière (Athus), située à Lamadelaine section de la commune de Pétange, dans le canton d'Esch-sur-Alzette.
C'est une halte ferroviaire de la Société nationale des chemins de fer luxembourgeois (CFL).

## Situation ferroviaire
Établie à 277 mètres d'altitude, la gare de Lamadelaine  est située au point kilométrique (PK) 1,3, de la ligne 6g, de Pétange à Rodange-Frontière (Aubange), et  ligne 6h, de Pétange à Rodange-frontière (Mont-Saint-Martin), et de la ligne 6j, de Pétange à Rodange-frontière (Athus) entre les gares de Pétange et de Rodange. Ces courtes lignes vers les frontières de la Belgique et de la France sont des prolongements à voie unique de la ligne 7, de Luxembourg à Pétange.

## Histoire
La station de Lamadelaine est mise en service par la Compagnie des chemins de fer Prince-Henri, lors de l'ouverture à l'exploitation la ligne de Pétange à Rodange et à la frontière belge le 1er août 1873.
Entre 2004 et 2005, la gare est réaménagée et équipée d'un passage souterrain facilitant l'accès au lycée technique Mathias-Adam.

## Service des voyageurs

### Accueil
Halte CFL, c'est un point d'arrêt non géré (PANG) à accès libre. Elle dispose de quelques abris et d'un souterrain pour changer de voie (avec ascenseurs). La halte est équipée d'un automate pour l'achat de titres de transport.

### Dessertes
Lamadelaine est desservie par des trains Regional-Express (RE) et Regionalbunn (RB) qui exécutent les relations suivantes, :
- Luxembourg - Rodange ;
- Luxembourg - Rodange - Longwy ;
- Troisvierges - Luxembourg - Rodange.

### Intermodalité
Un parc pour les vélos (7 places) y est aménagé. Un parking pour les véhicules se situe à proximité. La gare est desservie par les lignes 1 et 14 du transport intercommunal de personnes dans le canton d'Esch-sur-Alzette et, la nuit, par la ligne Late Night Bus Pétange du service « Nightbus ».